# ジョアン 声とギター
『ジョアン 声とギター』（ジョアン こえとギター、原題：João Voz e Violão）は、ジョアン・ジルベルトが2000年に発表したスタジオ・アルバム。

## 背景
約10年ぶりのスタジオ・アルバムに当たり、ジャキス・モレレンバウン編曲のオーケストラが参加するという前情報もあったが、最終的には全編ともジルベルトのギター弾き語りとなった。カエターノ・ヴェローゾがプロデューサーに起用され、収録曲のうち「デスヂ・キ・オ・サンバ・エ・サンバ（サンバがサンバであるからには）」と「コラサォン・ヴァガブンド」はヴェローゾのカヴァーである。10曲中5曲は、ジルベルトが過去のアルバムで取り上げた曲の再演で、ヴェローゾのカヴァーを含む残り5曲は本作に初収録された。

## 評価
第43回グラミー賞では最優秀ワールドミュージック・アルバム賞を受賞し、自身2度目のグラミー受賞を果たした。アレックス・ヘンダーソンはオールミュージックにおいて5点満点中3点を付け「それほど野心的なCDではないが、ありがちな先の読める作品でもない」「ジルベルトは1999年6月に68歳になったが、彼の繊細で心地良い歌声は健在である」と評している。

## 収録曲
1. デスヂ・キ・オ・サンバ・エ・サンバ（サンバがサンバであるからには） - "Desde que o Samba é Samba" (Caetano Veloso) - 3:54
2. ヴォセ・ヴァイ・ヴェール（思い知るがいいさ） - "Você Vai Ver" (Antônio Carlos Jobim) - 2:56
3. エクリプシ（エクリプス） - "Eclipse" (Margarita Lecuona) - 3:04
4. ナォン・ヴォウ・プラ・カーザ（僕は家には戻らない） - "Não Vou Pra Casa" (Antônio de Almeida, Roberto Roberti) - 2:56
5. ヂザフィナード - "Desafinado" (A. C. Jobim, Newton Mendonça) - 3:27
6. エウ・ヴィン・ダ・バイーア（バイーア生まれ） - "Eu Vim da Bahia" (Gilberto Gil) - 2:34
7. コラサォン・ヴァガブンド - "Coração Vagabundo" (C. Veloso) - 2:08
8. ダ・コール・ド・ペカード（罪の色） - "Da Cor do Pecado" (Bororó) - 2:29
9. セグレード（秘密） - "Segredo" (Herivelto Martins, Marino Pinto) - 3:15
10. 想いあふれて - "Chega de Saudade" (Vinicius de Moraes, A. C. Jobim) - 3:24